# My Dilemma

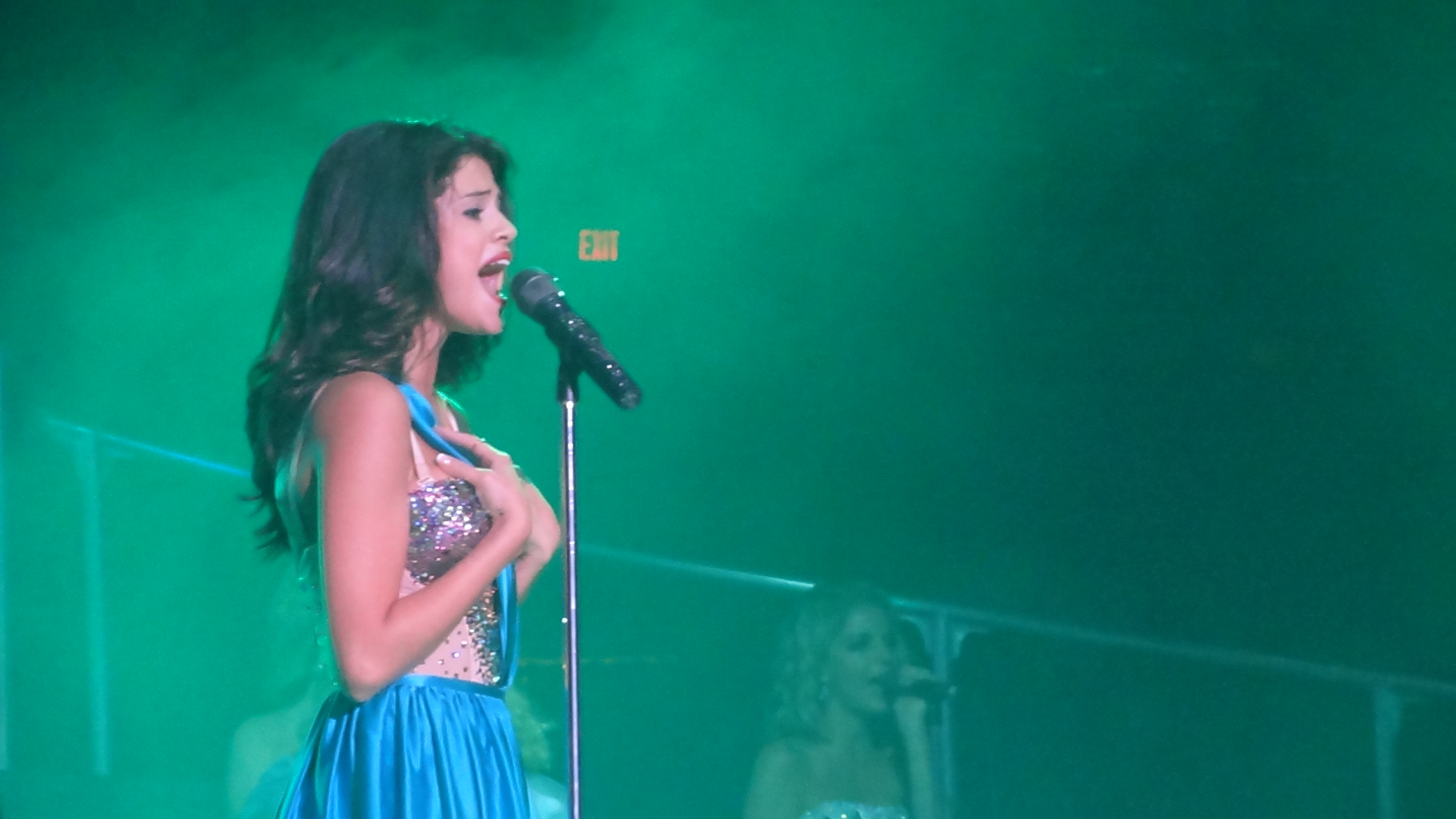
My Dilemma live in Winnipeg – We own the night Tour (Oktober 2011)

My Dilemma ist ein Lied der amerikanischen Pop-Band Selena Gomez & the Scene aus dem Album When the Sun Goes Down, welches im Sommer 2011 erschien. Eine Remix Version des Liedes namens My Dilemma 2.0 erschien am 24. November 2014 auf dem Greatest-Hits Album For You.

## Entstehung und Veröffentlichung
My Dilemma wurde von Antonina Armato, Tim James und Devrim Karaoglu geschrieben und auch produziert. Sie sind schon bekannt für ihre Arbeit mit Selena Gomez und haben den erfolgreichen Hit Naturally geschrieben und produziert. My Dilemma wurde am 24. Juni 2011 in Deutschland und Österreich sowie am 28. Juni 2011 in den USA veröffentlicht.

## Inhalt
In dem Lied geht es um ein Mädchen, das über eine potenziellen Trennung und den damit verbundenen Gefühlen singt und sich nicht sicher ist, ob die Person, die sie liebt, der Richtige für sie ist. Laut Selena Gomez ist My Dilemma ihr Lieblingslied des Albums und allgemein eines ihrer Lieblingslieder, von denen, die sie bis dato aufgenommen hat.
„My Dilemma is one of my favorite songs from When the Sun Goes Down. It's a Pop-Rock song and very similar to my music from my first record.“ – Selena Gomez bei einem Interview mit Little Angel

## My Dilemma 2.0
Zeitweilig war My Dilemma als vierte Singleauskopplung aus dem Album When the Sun Goes Down geplant. Kurze Zeit später wurde bekannt gegeben, dass man My Dilemma doch nicht veröffentlichen wird, sondern eine Remixversion namens 'My Dilemma 2.0' mit dem amerikanischen Sänger Flo Rida aufgenommen wurde. Es erschien ein 22-sekündiger Teaser auf dem YouTube-Kanal von Selena Gomez. Eine Zeit lang geschah nichts und auch seitens Selena Gomez oder der Band kam keine Anmerkung, ob das Lied noch erscheint. Am 6. September 2012 twitterte die Produzenten-Gruppe über Twitter, dass My Dilemma 2.0 nicht erscheinen wird, da sich Hollywood Records gegen eine Veröffentlichung ausgesprochen hat. Außerdem sagten sie, dass es vielleicht auf dem nächsten Album der Gruppe erscheinen wird, welches aber auch nicht geschah.
Am 31. Oktober 2014 wurde bestätigt, dass My Dilemma 2.0 auf dem Greatest-Hits Album For You erscheinen wird.
Überraschenderweise wurde der Part von Flo Rida aus dem Song rausgenommen.